# Campo Santo de Perpignan
Pour les articles homonymes, voir Campo Santo.
Le Campo Santo est un édifice situé dans la ville de Perpignan, dans les Pyrénées-Orientales en région Occitanie.
C'est le plus ancien et le plus vaste cimetière du Moyen Âge subsistant en France.

## Histoire
Les premiers travaux du cloître ont pu être entrepris dès 1298, et avant 1302 qui est la date portée sur la pierre tombale de l'hebdomadier Guillem Jorda, « initiateur de l'œuvre du cloître ».
Une ordonnance du roi Jacques II de Majorque du 21 mars 1331 donne la date de reprise des travaux de construction du cloître demandée par les consuls à la suite des travaux de la nouvelle église Saint-Jean qui empiétait sur l'ancien cimetière situé au sud de l'église Saint-Jean-le-Vieux.
Plusieurs legs testamentaires à l'« œuvre du cloître » ont été faits entre 1317 et 1334. Deux tombeaux gardaient des inscriptions funéraires de 1315 et 1317.
Près de l'angle nord-est du cloître se trouve la Funeraria ou chapelle funéraire dédiée à saint Jean l'Évangéliste, et aussi à saint Étienne et saint Hippolyte, a été construite entre 1383 et 1389, en grande partie financée par Pierre Fabre, bourgeois de Perpignan.
D'autres chapelles ont existé dans le cloître, par exemple la chapelle Saint-Clément (vers 1480), la chapelle Saint-Grégoire (vers 1600), qui ont disparu
Trois galeries subsistent sur les quatre d'origine. La galerie ouest a été démolie en 1825 par Mgr Jean-François de Saunhac-Belcastel, évêque de Perpignan entre 1823 et 1853, pour construire un séminaire devenu ensuite caserne de gendarmerie.
Les murs du cimetière Saint-Jean dit « Campo Santo » et la chapelle Saint-Jean-l'Evangéliste dite « Funerària » sont classés au titre des monuments historiques par arrêté du 30 juin 1910.

## Dimensions
Le quadrilatère du Campo-Santo a des côtés d'environ 56 m. Il est entouré d'une suite de tombeaux arqués en tier-point qui formaient, à l'origine, quatre galeries dont trois subsistent. Les arcatures ont une largeur comprise entre 2,10 m et 2,35 m.